# プリマコード
プリマコード (Primacord) は、日本を含め世界的に広く爆破作業で使われている導爆線である。
当初は、アメリカ合衆国のユタ州にあるエンシング・ビクフォード社 (Ensign-Bickford Company) によって製造される導爆線の登録商標だった。エンシング・ビクフォード社は、2003年にダイノ・ノーベル社に商標を売却した。現在はケンタッキー州のグレアム工場で製造されている。日本では主に日本カーリット社が輸入販売を行っている。
爆破作業関係者の間では、プリマコードと言えば導爆線のことを指すほど商標の普通名称化が進んでいる。

## プリマコード
プリマコードは、3重に編まれた繊維をワックスでコーティングした中に粉末状のペンスリットを充填した構造をしている。
| 品名         | 充填量g/m (gr/ft) | 色       |
| ------------ | ----------------- | -------- |
| Primacord 1  | 1.5 (7.5)         | 黄色     |
| Primacord 2  | 2.1 (10)          | オレンジ |
| Primacord 3  | 3.2 (15)          | 赤       |
| Primacord 4Y | 3.6 (18)          | 黄色     |
| Primacord 4R | 3.6 (18)          | 赤       |
| Primacord 5  | 5.3 (25)          | 赤       |
| Primacord 8  | 8.6 (40)          | 赤       |
| Primacord 10 | 10.6 (50)         | 黄色     |

## プリマライン
プリマライン は外側がプラスチックでできている製品である。ラインはコードよりも高い圧力下2kg/m2（水深20m相当）でも使用可能である。したがって、水中爆破などではプリマラインが使用される。
航空宇宙などの分野でも、広範囲の切断などを行う場合には分離ボルトではなくプリマラインを用いた破壊解体が用いられている。ここから転じて、航空宇宙の設計分野では、分解時の切断面を構成するラインをプリマラインと俗称する。
| 品名           | 充填量g/m (gr/ft) | 色         |
| -------------- | ----------------- | ---------- |
| Primaline 4D   | 3.6 (18)          | オレンジ   |
| Primaline 4HS  | 3.6 (18)          | 白と青の縞 |
| Primaline 5    | 5.3 (25)          | オレンジ   |
| Primaline 5D   | 5.3 (25)          | オレンジ   |
| Primaline 5NF  | 5.3 (25)          | 黄色       |
| Primaline 8D   | 8.6 (40)          | オレンジ   |
| Primaline 8HS  | 8.6 (40)          | 白と黒の縞 |
| Primaline 10HS | 10.6 (50)         | 白と赤の縞 |
| Primaline 21   | 21.3 (100)        | 白         |
| Primaline 32   | 31.9 (150)        | 白         |
| Primaline 42   | 42.5 (200)        | 白         |
| Primaline 85   | 85 (400)          | 黄緑       |